# 普甜食品
中國普甜食品控股有限公司（英語：China Putian Food Holding Limited，港交所：1699），一家中國食品公司，主要生產豬肉，提供從養殖豬至銷售豬肉的一條龍服務。普甜食品總部設在福建莆田市。
2012年2月29日至3月5日，普甜食品在香港進行公開招股，招股價介乎1.09至1.53港元，發行2億新股，集資最多3.06億元。其後，普甜食品因市況不佳，擱置上市計劃。
而在2012年6月28日，普甜食品再次在本港招股，但招股價及集資額便已開始調整，招股價為0.7至0.98港元，以及1.98億港元。

## 外部連結
- 普甜食品公司網站 （页面存档备份，存于）
- 普甜食品公司自主商城
- 普甜食品首份招股章程 （页面存档备份，存于）